# Love?
Love? là album phòng thu thứ bảy của ca sĩ người Mỹ Jennifer Lopez, phát hành ngày 29 tháng 4 năm 2011 bởi Island Records. Đây là album đầu tiên của cô sau bốn năm kể từ album trước Brave (2007), và là đĩa nhạc đầu tiên sau khi nữ ca sĩ ký hợp đồng thu âm với Island Records. Quá trình thu âm cho Love? bắt đầu vào năm 2008 và dự kiến ra mắt vào tháng 1 năm 2010 bởi Epic Records để trùng thời điểm với bộ phim của Lopez The Back-up Plan. Tuy nhiên, sau thất bại của đĩa đơn mở đường  "Louboutins", Lopez rời Epic Records khiến số phận album bị bỏ ngỏ. Năm 2010, Lopez gia nhập hãng đĩa mới và tiếp tục quá trình thực hiện đĩa nhạc, với sự kết hợp của những bản nhạc từng thu âm trước đó và bị rò rỉ trực tuyến vào năm 2009 và 2010, cùng với nhiều bài hát mới được sản xuất bởi Tricky Stewart, The-Dream và RedOne. Đây là một bản thu âm dance-pop cũng như đánh dấu sự trở lại của nữ ca sĩ với thể loại pop và R&B quen thuộc, bên cạnh sự tham gia góp giọng của rapper Pitbull và Lil Wayne.
Được sản xuất trong thời gian Lopez mang thai cặp song sinh Emme và Max, Love? được cô mô tả là album cá nhân nhất trong sự nghiệp, lấy cảm hứng từ quá trình làm mẹ và những trải nghiệm của nữ ca sĩ với tình yêu. Sau khi phát hành, đĩa nhạc nhận được những phản ứng trái chiều từ các nhà phê bình âm nhạc, trong đó những sự chỉ trích nhắm đến chất giọng của Lopez và nội dung ca từ, mặc dù số khác cho rằng đây là một album nhạc dance tuyệt vời.  Tuy nhiên, Love? vẫn gặt hái những thành công lớn về mặt thương mại, đứng đầu bảng xếp hạng tại Thụy Sĩ và lọt vào top 10 ở hầu hết những quốc gia khác, bao gồm vươn đến top 5 ở những thị trường lớn như Canada, Phần Lan, Đức và Tây Ban Nha. Album ra mắt ở vị trí thứ năm trên bảng xếp hạng Billboard 200 tại Hoa Kỳ với 83,100 bản, trở thành album thứ sáu của nữ ca sĩ vươn đến top 10 và là đĩa nhạc đạt thứ hạng cao nhất của cô kể từ album phòng thu thứ tư Rebirth (2005). Tính đến nay, Love? đã bán được hơn hai triệu bản trên toàn cầu.
Bốn đĩa đơn đã được phát hành từ Love?. Sau khi loại bỏ kế hoạch chọn "Louboutins" làm đĩa đơn mở đường, Lopez khởi động lại dự án khi chọn "On the Floor" làm đĩa đơn đầu tiên và đứng đầu các bảng xếp hạng tại hơn 30 quốc gia, đồng thời đạt vị trí thứ ba trên bảng xếp hạng Billboard Hot 100 và trở thành một trong những đĩa đơn bán chạy nhất năm trên toàn cầu. Hai đĩa đơn tiếp theo "I'm Into You" và "Papi" đều dẫn đầu bảng xếp hạng Billboard Hot Dance Club Songs tại Hoa Kỳ, cũng như gặt hái thành công tương đối trên thị trường quốc tế. Ngoài ra, hai đĩa đơn sau cũng được phát hành dưới dạng đĩa đơn quảng bá trước khi ra mắt album trên iTunes Store, cùng với phiên bản tiếng Tây Ban Nha của "On the Floor" mang tên "Ven a Bailar" và "(What Is) Love?". Để quảng bá đĩa nhạc, Lopez xuất hiện và trình diễn trên nhiều chương trình truyền hình và lễ trao giải lớn, bao gồm chương trình do cô làm khám giảo lúc bấy giờ American Idol, Britain's Got Talent, Wetten, dass..? và giải thưởng Âm nhạc Mỹ năm 2011.

## Danh sách bài hát
| Love? – Phiên bản tiêu chuẩn | Love? – Phiên bản tiêu chuẩn           | Love? – Phiên bản tiêu chuẩn                                                                         | Love? – Phiên bản tiêu chuẩn                | Love? – Phiên bản tiêu chuẩn |
| STT                          | Nhan đề                                | Sáng tác                                                                                             | Sản xuất                                    | Thời lượng                   |
| ---------------------------- | -------------------------------------- | --- | ------------------------------------------- | ---------------------------- |
| 1.                           | "On the Floor" (hợp tác với Pitbull)   | RedOne Kinda Hamid AJ Junior Teddy Sky Bilal "The Chef" Armando Perez Gonzalo Hermosa Ulises Hermosa | RedOne Kuk Harrell [a]                      | 4:44                         |
| 2.                           | "Good Hit"                             | Terius "The-Dream" Nash C. "Tricky" Stewart                                                          | Stewart Nash Harrell [a]                    | 4:04                         |
| 3.                           | "I'm Into You" (hợp tác với Lil Wayne) | Taio Cruz Mikkel S. Eriksen Tor Erik Hermansen Dwayne Carter                                         | StarGate Harrell [a]                        | 3:20                         |
| 4.                           | "(What Is) Love?"                      | Diana Gordon Dernst Emile II                                                                         | D'Mile Harrell [a]                          | 4:26                         |
| 5.                           | "Run the World"                        | Nash Stewart                                                                                         | Stewart Nash Harrell [a]                    | 3:55                         |
| 6.                           | "\|Papi"                               | RedOne AJ Junior BeatGeek Sky Bilal "The Chef" Jimmy Joker                                           | RedOne BeatGeek Joker Harrell [a]           | 3:43                         |
| 7.                           | "Until It Beats No More"               | Troy Johnson Evan Bogart Jörgen Elofsson                                                             | Radio Harrell [a]                           | 3:52                         |
| 8.                           | "One Love"                             | Jennifer Lopez Anesha Birchett Antea Shelton Dernst Emile II                                         | D'Mile Harrell [a]                          | 3:54                         |
| 9.                           | "Invading My Mind"                     | RedOne AJ Junior BeatGeek Sky Bilal "The Chef" Joker                                                 | RedOne Lady Gaga BeatGeek Joker Harrell [a] | 3:20                         |
| 10.                          | "Villain"                              | Nash Stewart                                                                                         | Stewart Nash Harrell [a]                    | 4:03                         |
| 11.                          | "Starting Over"                        | Gordon Nathaniel Hills Marcella Araica                                                               | Danja Harrell [a]                           | 4:02                         |
| 12.                          | "Hypnotico" (bản nhạc kèm theo)        | RedOne Lady Gaga Aliaune Thiam Claude Kelly Tami Chynn                                               | Joker Harrell [a]                           | 3:35                         |
| Tổng thời lượng:             | Tổng thời lượng:                       | Tổng thời lượng:                                                                                     | Tổng thời lượng:                            | 46:58                        |

| Love? – Phiên bản trên iTunes Store (bản nhạc bổ sung) | Love? – Phiên bản trên iTunes Store (bản nhạc bổ sung) | Love? – Phiên bản trên iTunes Store (bản nhạc bổ sung)                                               | Love? – Phiên bản trên iTunes Store (bản nhạc bổ sung) | Love? – Phiên bản trên iTunes Store (bản nhạc bổ sung) |
| STT                                                    | Nhan đề                                                | Sáng tác                                                                                             | Sản xuất                                               | Thời lượng                                             |
| ------------------------------------------------------ | ------------------------------------------------------ | --- | ------------------------------------------------------ | ------------------------------------------------------ |
| 13.                                                    | "On the Floor" (radio edit) (hợp tác với Pitbull)      | RedOne Kinda Hamid AJ Junior Teddy Sky Bilal "The Chef" Armando Perez Gonzalo Hermosa Ulises Hermosa | RedOne Kuk Harrell [a]                                 | 3:50                                                   |
| Tổng thời lượng:                                       | Tổng thời lượng:                                       | Tổng thời lượng:                                                                                     | Tổng thời lượng:                                       | 50:48                                                  |

| Love? – Phiên bản cao cấp (bản nhạc bổ sung) | Love? – Phiên bản cao cấp (bản nhạc bổ sung)        | Love? – Phiên bản cao cấp (bản nhạc bổ sung)                                                                                   | Love? – Phiên bản cao cấp (bản nhạc bổ sung) | Love? – Phiên bản cao cấp (bản nhạc bổ sung) |
| STT                                          | Nhan đề                                             | Sáng tác | Sản xuất                                     | Thời lượng                                   |
| -------------------------------------------- | --------------------------------------------------- | --- | -------------------------------------------- | -------------------------------------------- |
| 13.                                          | "Everybody's Girl"                                  | Mike Caren Oliver Goldstein Gordon Shep Crawford                                                                               | Caren Oligee Harrell [a]                     | 3:28                                         |
| 14.                                          | "Charge Me Up"                                      | RedOne AJ Junior BeatGeek Sky Joker                                                                                            | RedOne BeatGeek Joker Harrell [a]            | 3:59                                         |
| 15.                                          | "Take Care"                                         | Stewart Ester Dean Makeba Riddick Robyn Fenty Hermansen Eriksen Robert Thompson Eldra DeBarge William DeBarge Etterlene Jordan | Stewart Harrell [a]                          | 2:57                                         |
| 16.                                          | "On the Floor (Ven a Bailar)" (hợp tác với Pitbull) | RedOne Hamid AJ Junior Sky Bilal "The Chef" Perez G. Hermosa U. Hermosa Julio Reyes Copello Jimena Romero                      | RedOne Harrell [a]                           | 4:52                                         |
| Tổng thời lượng:                             | Tổng thời lượng:                                    | Tổng thời lượng: | Tổng thời lượng:                             | 62:14                                        |

| Love? – Phiên bản tại Nhật Bản (bản nhạc bổ sung) | Love? – Phiên bản tại Nhật Bản (bản nhạc bổ sung) | Love? – Phiên bản tại Nhật Bản (bản nhạc bổ sung)                       | Love? – Phiên bản tại Nhật Bản (bản nhạc bổ sung) | Love? – Phiên bản tại Nhật Bản (bản nhạc bổ sung) |
| STT                                               | Nhan đề                                           | Sáng tác                                                                | Sản xuất                                          | Thời lượng                                        |
| ------------------------------------------------- | ------------------------------------------------- | ----------------------------------------------------------------------- | ------------------------------------------------- | ------------------------------------------------- |
| 17.                                               | "On the Floor" (CCW Remix) (hợp tác với Pitbull)  | RedOne Hamid AJ Junior Sky Bilal "The Chef" Perez G. Hermosa U. Hermosa | RedOne Harrell [a]                                | 3:44                                              |
| Tổng thời lượng:                                  | Tổng thời lượng:                                  | Tổng thời lượng:                                                        | Tổng thời lượng:                                  | 65:58                                             |

| Love? – Phiên bản cao cấp trên Spotify (bản nhạc bổ sung) | Love? – Phiên bản cao cấp trên Spotify (bản nhạc bổ sung)                   | Love? – Phiên bản cao cấp trên Spotify (bản nhạc bổ sung)               | Love? – Phiên bản cao cấp trên Spotify (bản nhạc bổ sung) | Love? – Phiên bản cao cấp trên Spotify (bản nhạc bổ sung) |
| STT                                                       | Nhan đề                                                                     | Sáng tác                                                                | Sản xuất                                                  | Thời lượng                                                |
| --------------------------------------------------------- | --------------------------------------------------------------------------- | ----------------------------------------------------------------------- | --------------------------------------------------------- | --------------------------------------------------------- |
| 17.                                                       | "On the Floor" (Low Sunday "On the Floor" Radio Edit) (hợp tác với Pitbull) | RedOne Hamid AJ Junior Sky Bilal "The Chef" Perez G. Hermosa U. Hermosa | RedOne Harrell [a]                                        | 3:50                                                      |
| Tổng thời lượng:                                          | Tổng thời lượng:                                                            | Tổng thời lượng:                                                        | Tổng thời lượng:                                          | 66:04                                                     |

| Love? – Phiên bản cao cấp trên iTunes Store (bản nhạc bổ sung) | Love? – Phiên bản cao cấp trên iTunes Store (bản nhạc bổ sung) | Love? – Phiên bản cao cấp trên iTunes Store (bản nhạc bổ sung)                                       | Love? – Phiên bản cao cấp trên iTunes Store (bản nhạc bổ sung) | Love? – Phiên bản cao cấp trên iTunes Store (bản nhạc bổ sung) |
| STT                                                            | Nhan đề                                                        | Sáng tác                                                                                             | Sản xuất                                                       | Thời lượng                                                     |
| -------------------------------------------------------------- | -------------------------------------------------------------- | --- | -------------------------------------------------------------- | -------------------------------------------------------------- |
| 17.                                                            | "On the Floor" (radio edit) (hợp tác với Pitbull)              | RedOne Kinda Hamid AJ Junior Teddy Sky Bilal "The Chef" Armando Perez Gonzalo Hermosa Ulises Hermosa | RedOne Kuk Harrell [a]                                         | 3:50                                                           |
| 18.                                                            | "On the Floor" (video ca nhạc) (hợp tác với Pitbull)           | |                                                                | 4:27                                                           |
| Tổng thời lượng:                                               | Tổng thời lượng:                                               | Tổng thời lượng:                                                                                     | Tổng thời lượng:                                               | 70:31                                                          |

| Love? – Phiên bản LP Glitterati (bản nhạc bổ sung) | Love? – Phiên bản LP Glitterati (bản nhạc bổ sung)                                | Love? – Phiên bản LP Glitterati (bản nhạc bổ sung)                      | Love? – Phiên bản LP Glitterati (bản nhạc bổ sung) | Love? – Phiên bản LP Glitterati (bản nhạc bổ sung) |
| STT                                                | Nhan đề                                                                           | Sáng tác                                                                | Sản xuất                                           | Thời lượng                                         |
| -------------------------------------------------- | --------------------------------------------------------------------------------- | ----------------------------------------------------------------------- | -------------------------------------------------- | -------------------------------------------------- |
| 1.                                                 | "On the Floor" (Ralphi's Jurty Club Vox) (hợp tác với Pitbull)                    | RedOne Hamid AJ Junior Sky Bilal "The Chef" Perez G. Hermosa U. Hermosa | RedOne Harrell [a]                                 | 8:43                                               |
| 2.                                                 | "On the Floor" (CCW Club Mix) (hợp tác với Pitbull)                               | RedOne Hamid AJ Junior Sky Bilal "The Chef" Perez G. Hermosa U. Hermosa | RedOne Harrell [a]                                 | 6:26                                               |
| 3.                                                 | "On the Floor" (Low Sunday Club Mix) (hợp tác với Pitbull)                        | RedOne Hamid AJ Junior Sky Bilal "The Chef" Perez G. Hermosa U. Hermosa | RedOne Harrell [a]                                 | 6:22                                               |
| 4.                                                 | "On the Floor" (Mixin Marc & Tony Svejda – LA to Ibiza Mix) (hợp tác với Pitbull) | RedOne Hamid AJ Junior Sky Bilal "The Chef" Perez G. Hermosa U. Hermosa | RedOne Harrell [a]                                 | 6:40                                               |
| Tổng thời lượng:                                   | Tổng thời lượng:                                                                  | Tổng thời lượng:                                                        | Tổng thời lượng:                                   | 70:25                                              |

Ghi chú
- ^a  nghĩa là sản xuất giọng hát

Ghi chú nhạc mẫu
- "On the Floor" và "On the Floor (Ven a Bailar)" có chứa một phần của "Llorando Se Fue", sáng tác bởi Gonzalo Hermosa and Ulises Hermosa.
- "Take Care" có sử dụng nhạc mẫu từ "Rude Boy", sáng tác bởi Ester Dean, Makeba Riddick, Robyn Fenty, Mikkel S. Eriksen, Tor Erik Hermansen và Robert Thompson, cũng như một số yếu tố của "I Like It", sáng tác bởi Eldra DeBarge, William DeBarge và Etterlene Jordan.

## Xếp hạng
| Bảng xếp hạng (2011)                     | Vị trí cao nhất |
| ---------------------------------------- | --------------- |
| Album Úc (ARIA)                          | 9               |
| Album Úc Urban (ARIA)                    | 2               |
| Album Áo (Ö3 Austria)                    | 7               |
| Album Bỉ (Ultratop Vlaanderen)           | 18              |
| Album Bỉ (Ultratop Wallonie)             | 18              |
| Album Canada (Billboard)                 | 2               |
| Album Croatia Quốc tế (HDU)              | 2               |
| Album Cộng hòa Séc (ČNS IFPI)            | 1               |
| Album Hà Lan (Album Top 100)             | 18              |
| Album Phần Lan (Suomen virallinen lista) | 5               |
| Album Pháp (SNEP)                        | 7               |
| Album Đức (Offizielle Top 100)           | 4               |
| Album Hy Lạp (IFPI)                      | 3               |
| Album Hungaria (MAHASZ)                  | 13              |
| Album Ireland (IRMA)                     | 7               |
| Album Ý (FIMI)                           | 6               |
| Album Nhật Bản (Oricon)                  | 9               |
| Album México (Top 100 Mexico)            | 5               |
| Album New Zealand (RMNZ)                 | 12              |
| Album Na Uy (VG-lista)                   | 6               |
| Album Ba Lan (ZPAV)                      | 13              |
| Album Bồ Đào Nha (AFP)                   | 11              |
| Album Nga (2М)                           | 4               |
| Album Scotland (OCC)                     | 6               |
| Album Slovenia (IFPI)                    | 6               |
| Album Nam Phi (RiSA)                     | 13              |
| Album Hàn Quốc Quốc tế (Circle)          | 18              |
| Album Tây Ban Nha (PROMUSICAE)           | 3               |
| Album Thụy Điển (Sverigetopplistan)      | 14              |
| Album Thụy Sĩ (Schweizer Hitparade)      | 1               |
| Album Anh Quốc (OCC)                     | 6               |
| Album Anh Quốc R&B (OCC)                 | 2               |
| Album Uruguay (CUD)                      | 8               |
| Hoa Kỳ Billboard 200                     | 5               |
| Album Venezuela (Recordland)             | 4               |

| Bảng xếp hạng (2011)                | Vị trí |
| ----------------------------------- | ------ |
| Album Úc Urban (ARIA)               | 27     |
| Album Canada (Billboard)            | 32     |
| Album Pháp (SNEP)                   | 93     |
| Album Đức (Offizielle Top 100)      | 94     |
| Album Ý (FIMI)                      | 54     |
| Album México (AMPROFON)             | 66     |
| Album Nga (2M)                      | 33     |
| Album Tây Ban Nha (PROMUSICAE)      | 50     |
| Album Thụy Sĩ (Schweizer Hitparade) | 31     |
| Album Anh Quốc (OCC)                | 113    |
| Album Anh Quốc R&B (OCC)            | 20     |
| Hoa Kỳ Billboard 200                | 119    |
| Album Toàn cầu (IFPI)               | 39     |

## Chứng nhận
| Quốc gia | Chứng nhận | Số đơn vị/doanh số chứng nhận |
| --- | ---------- | ----------------------------- |
| Canada (Music Canada) | Bạch kim   | 80.000^                       |
| Pháp (SNEP) | —          | 40,000                        |
| GCC (IFPI Trung Đông) | Vàng       | 3.000*                        |
| Đức (BVMI) | Vàng       | 150.000^                      |
| Ý (FIMI) | Vàng       | 30.000*                       |
| New Zealand (RMNZ) | Bạch kim   | 15.000‡                       |
| Ba Lan (ZPAV) | Bạch kim   | 20.000*                       |
| Bồ Đào Nha (AFP) | Bạch kim   | 20.000^                       |
| Nga (NFPF) | Vàng       | 5.000*                        |
| Singapore (RIAS) | Bạch kim   | 10.000*                       |
| Thụy Sĩ (IFPI) | Vàng       | 15.000^                       |
| Đài Loan (RIT) | —          | 15,000                        |
| Anh Quốc (BPI) | Vàng       | 100.000*                      |
| Hoa Kỳ (RIAA) | —          | 353,000                       |
| Tổng hợp |            |                               |
| Toàn cầu | —          | 2,000,000                     |
| * Chứng nhận dựa theo doanh số tiêu thụ. ^ Chứng nhận dựa theo doanh số nhập hàng. ‡ Chứng nhận dựa theo doanh số tiêu thụ và phát trực tuyến. |            |                               |

## Lịch sử phát hành
| Khu vực        | Ngày             | Định dạng      | Hãng đĩa              |
| -------------- | ---------------- | -------------- | --------------------- |
| Úc             | 29 tháng 4, 2011 | CD Tải nhạc số | Universal Music       |
| Đức            | 29 tháng 4, 2011 | CD Tải nhạc số | Universal Music       |
| Ireland        | 29 tháng 4, 2011 | CD Tải nhạc số | Universal Music       |
| Brazil         | 29 tháng 4, 2011 | Tải nhạc số    | Universal Music       |
| Pháp           | 2 tháng 5, 2011  | CD Tải nhạc số | Universal Music       |
| Vương quốc Anh | 2 tháng 5, 2011  | CD Tải nhạc số | Mercury               |
| Canada         | 3 tháng 5, 2011  | CD Tải nhạc số | Universal Music       |
| Mexico         | 3 tháng 5, 2011  | CD Tải nhạc số | Universal Music       |
| Hoa Kỳ         | 3 tháng 5, 2011  | CD Tải nhạc số | Island Nuyorican      |
| Brazil         | 3 tháng 5, 2011  | CD             | Universal Music       |
| Đan Mạch       | 4 tháng 5, 2011  | CD Tải nhạc số | Universal Music       |
| Hoa Kỳ         | 10 tháng 5, 2011 | CD             | Island Nuyorican      |
| Nhật Bản       | 18 tháng 5, 2011 | CD Tải nhạc số | Universal Music Japan |